# Zsana
Zsana község Bács-Kiskun vármegye Kiskunhalasi járásában. A település közelében található Magyarország legnagyobb, 2,17 milliárd köbméteres földgáztározója.

## Fekvése
Zsana Bács-Kiskun vármegye déli részén fekszik, Csongrád-Csanád vármegyével határos település. Kiskunhalastól mintegy 14 kilométerre délkeletre található, a Szegedre vezető 5408-as út mentén.

## Története
- Zsana címerében egy alföldi pásztorruhát viselő juhász látható, a környék legjellemzőbb háziállatával, egy báránnyal. A címerpajzs talpát akácvirágok szegélyezik.
- A mai Zsana területe már az ókorban is a lakott helyek között szerepelt. A középkori Zana település vélhetően a mai község területén állhatott, melyet a törökök 1566-ban elpusztítottak.
- Kiskunhalas és környéke – így a mai Zsana területe – is, 1439-től a törökverő Hunyadi János birtoka volt. A környék földesura Hunyadi halála után Szilágyi Mihály lett, aki örökös nélkül halt meg. A földek visszakerültek a király birtokába, s így a Halas környéki települések jogosultak a korona használatára címereikben. Zsana új címerének pajzsa fölött is háromágú korona található.
- 1925-ben harangot kapott Zsana. A harangot Baján öntötte a Bodicsi Sándor és Fia harangöntő cég. Ez a harang szolgálja még manapság is a híveket a zsanai katolikus templom tornyában.
- A zsanai templom alapkövét 1948-ban rakták le, mivel korábban csak szükségkápolna volt ott. A templomszentelőt 1952 tavaszán tartották. A templomot 2001-ben teljesen felújították, melynek újraszentelését november 25-én érseki szentmise keretében tartották.
- 1952. január elsején Zsana és Eresztő puszták előbb Zsanaeresztő néven alakultak új községgé. A Zsana, Eresztő és Kőkút puszták területén létrejött falunak később Zsana lett a hivatalos neve.

## Közélete

### Polgármesterei
- 1990–1994: Nacsa István (független)[4]
- 1994–1998: Lajkó Lajos (független)[5]
- 1998–2002: Lajkó Lajos (független)[6]
- 2002–2006: Visnyei Miklós (független)[7]
- 2006–2010: Visnyei Miklós (független)[8]
- 2010–2014: Visnyei Miklós (független)[9]
- 2014–2019: Visnyei Miklós (független)[10]
- 2019–2024: Visnyei Miklós (független)[11]
- 2024– : Visnyei Miklós (független)[1]

## Népesség
A település népességének változása:
| Lakosok száma | 777  | 750  | 731  | 695  | 657  | 663  | 666  |
|               | 2013 | 2014 | 2018 | 2021 | 2022 | 2023 | 2024 |

A 2011-es népszámlálás során a lakosok 88,5%-a magyarnak, 0,9% németnek, 0,3% szerbnek mondta magát (10,6% nem nyilatkozott; a kettős identitások miatt a végösszeg nagyobb lehet 100%-nál). A vallási megoszlás a következő volt: római katolikus 69,7%, református 4,8%, evangélikus 0,4%, felekezeten kívüli 5,1% (18,9% nem nyilatkozott).
2022-ben a lakosság 83,7%-a vallotta magát magyarnak, 0,6% németnek, 0,2-0,2% bolgárnak, románnak és horvátnak, 2,7% egyéb, nem hazai nemzetiségűnek (15,1% nem nyilatkozott; a kettős identitások miatt a végösszeg nagyobb lehet 100%-nál). Vallásuk szerint 44,9% volt római katolikus, 7% református, 0,2% evangélikus, 0,5% egyéb keresztény, 0,2% egyéb katolikus, 5,9% felekezeten kívüli (41,4% nem válaszolt).

## Nevezetességei
- A Millennium alkalmából az I. és II. világháború helyi hőseinek alkalmából emlékművet avattak.
- 1979-ben gázkitörés volt a falu közelében.